# Ejército (unidad militar)

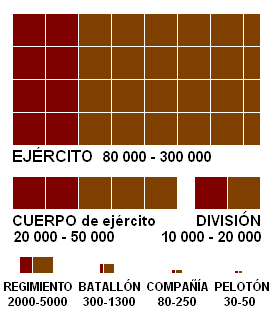
Estructura básica de un ejército. El número de componentes es variable según país, época y circunstancias.

Un ejército, también llamado ejército de campo, es un mando militar terrestre en las fuerzas armadas de muchos países, superior a un cuerpo de ejército e inferior a un grupo de ejércitos. Está formado por dos o más cuerpos de ejército y por norma general, suele incluir de 80 000 a 300 000 soldados, bajo el mando de un general (correspondiente a una categoría OF-10 u OF-9 en la escala de la OTAN). 
Para distinguirlos del ejército como "conjunto de fuerzas armadas de una nación", a los ejércitos se les suele asignar un número ordinal (6.º Ejército alemán) o romano (III Ejército estadounidense), mientras que a los cuerpos de ejército se les suele asignar un número romano (I Cuerpo de Ejército), y a las subunidades, de nuevo, un número ordinal o romano (1.ª División).

## Historia
El Ejército romano fue de los primeros en crear un ejército de campo formal. Una formación compuesta de varias ramas llamada el sacer comitatus, literalmente, "escoltas sagrados", ya que eran los escoltas del emperador en el campo de batalla y estaban comandados por este, al que se consideraba sagrado.
En algunos ejércitos, un "ejército" tiene la equivalencia de un cuerpo de ejército en otras fuerzas. Un ejemplo es un Gun (軍; "Ejército") dentro del Ejército Imperial Japonés antes de 1945. La formación equivalente a un ejército de campo era un Ejército de Área (方面軍; Hōmen-gun). De forma similar, en el Ejército Rojo soviético y en las Fuerzas Aéreas Soviéticas, un Ejército tenía el tamaño de un cuerpo, y estaba subordinado en tiempos de guerra a un frente, del tamaño de un grupo de ejércitos.
Los Ejércitos soviéticos contenían de tres a cinco divisiones de maniobras, junto con artillería, defensa aérea, reconocimiento y otras formaciones de apoyo. Se podían clasificar como un ejército de armas combinadas o un ejército acorazado. A pesar de que ambas formaciones contenían armas combinadas, la primera contenía un número mayor de divisiones motorizadas, mientras que la segunda se centraba en las divisiones acorazadas. En tiempos de paz, un ejército estaba subordinado a un distrito militar.
Los ejércitos modernos son grandes formaciones que varían considerablemente en tamaño, composición y responsabilidad. Por ejemplo, dentro de la OTAN, un ejército de campo se compone de los cuarteles generales y suele controlar dos cuerpos de ejército por lo menos. Cada cuerpo controla un número variable de divisiones. Una batalla se influencia en el nivel de Ejército de campo, al transferir divisiones y refuerzos de un cuerpo a otro, para incrementar la presión del enemigo en un momento crítico. Los ejércitos de la OTAN están comandados por un general o teniente general